# 阪神工業地帯
阪神工業地帯（はんしんこうぎょうちたい）は、大阪市・神戸市を中心に広がる工業地帯。
範囲については文献や資料によって微妙に異なり、狭義では大阪府・兵庫県南東部の阪神間を指す。広範に捉えた場合、堺市以南の大阪湾臨海部の堺泉北臨海工業地帯、兵庫県南西部の播磨臨海工業地帯、京都府南部・滋賀県南西部の京滋工業地域、和歌山県北部の紀北工業地域を含むこともある。阪神間とは反対方向となり、内陸部となるものの、淀川流域の京阪間にも大阪市から京都市及び周辺地域まで多くの工場が立地するため、京阪神工業地帯や関西工業地帯という名称も用いられる。京浜工業地帯、中京工業地帯と比較した場合、事業所数で見た規模は最も大きく、製造品出荷額で見た規模でも中京工業地帯に次いで第2位である。事業所数（従業員4人以上）は3万4424ヶ所、製造品出荷額は33兆6597億円である。（工業統計表、2016年）製造品出荷額の割合では、金属の割合が高い。

## 概要
大阪湾岸にはエネルギー・鉄鋼業・石油化学工業・機械工業が、淀川沿いには電気機械工業・食品工業が、ほか、泉南地域では繊維業が、阪神地域などでは醸造業が展開している。また内陸部では、医薬・化学・機械関連の研究所が多く展開する。主な都市と事業所は主な事業所、および、主な研究所を参照。
大阪などの商業資本と大消費市場、水運を中心とした交通、淀川による用水を背景として発達した。戦前は京浜工業地帯を上回る地位で、日本最大の工業地帯であったが、出荷額で太平洋戦争直前に京浜工業地帯に抜かれたものの、近年は上回っている。現在では中京工業地帯に次いで第二位の出荷額である。工場の立地が19世紀末からあったため、老朽化が目立つこと、戦時体制下の産業統制、企業統合を余儀なくされたこと、さらには円高や発展途上国との価格競争の影響を受けやすい繊維などの軽産業のウェイトが高かったことが主因として挙げられる。
戦後になり、堺や尼崎の臨海部などに化学・金属工業が多数立地したが、東京一極集中やそれに伴う関西経済の地盤沈下の傾向もあいまって、昭和30年代後半に整備されだした千葉県臨海部などに主力工場を置く企業も多かった。なお、昭和30年代から40年代にかけて埋立造成された堺および泉北地域の臨海部は堺泉北臨海工業地帯と定義されることもある。結果、既に立地された阪神工業地帯の工場は、他地域に比べ老朽化、小規模が目立つようになっていた。近年は、化学・医薬・機械分野の新工場設立や増設、研究機能の集約が目立っている。
須磨や舞子の景勝地を挟んで阪神工業地帯の西に位置する播磨地区は工業整備特別地域に指定されていた（播磨臨海工業地帯）。また、内陸部では大阪府・京都府に加えて奈良県にもまたがる関西文化学術研究都市に工業関連の研究都市がつくられ、近畿の工業の発展において重要な役割を果たすことが期待されている。

## 主な事業所

### 大阪府
- 堺市（2022年の製造品出荷額等[2]：約4兆8106億円）
  - 石油：ENEOS堺製油所、コスモ石油堺製油所、
  - 化学：ライオン大阪工場、UBE堺工場、ディーアイシーコベストロポリマー堺プラント、堺化学堺事業所
  - 鉄鋼：日本製鉄関西製鉄所和歌山地区（堺） 瀬戸内製鉄所阪神地区（堺）、大阪製鐵堺工場、栗本鐵工所堺工場、丸一鋼管堺工場
  - 非鉄金属：三菱マテリアル堺工場
  - 機械：クボタ堺製造所、ダイキン工業堺製作所、カナデビア堺工場
  - 電気機器：シャープ堺事業所
  - 輸送用機器：シマノ本社工場
  - 精密機器：コニカミノルタ堺サイト
  - 食品：日清オイリオ堺工場
- 大阪市（同：約4兆4998億円）
  - 化学：住友化学大阪工場、資生堂大阪工場
  - 医薬品：ロート製薬本社工場、武田薬品工業大阪工場
  - 鉄鋼：日本製鉄関西製鉄所製鋼所地区、中山製鋼所船町工場、合同製鐵大阪製造所、淀川製鋼所大阪工場
  - 非鉄金属：住友電気工業大阪製作所
  - 機械：クボタ恩加島事業センター
  - 電気機器：パナソニック エナジー住之江工場、ダイヘン十三事業所
  - 食品：サントリー大阪工場
- 池田市（同：約1兆3885億円）
  - 輸送用機器：ダイハツ工業本社工場
- 東大阪市（同：約1兆2761億円）
  - パルプ・紙:ザ・パック大阪工場
  - 非鉄金属:タツタ電線大阪工場
  - 精密機器：フジキン大阪工場東大阪
  - 輸送用機器：近畿車輛本社工場
- 枚方市（同：約約1兆126億円）
  - 機械：小松製作所大阪工場、クボタ枚方製造所
  - 精密機器：京セラドキュメントソリューションズ枚方工場
  - 食品：Mizkan大阪工場、フジパン枚方工場
- 八尾市（同：約9286億円）
  - 化学：新田ゼラチン大阪工場、松本油脂製薬本社工場
  - 非鉄金属：東洋アルミニウム八尾製造所
  - 機械：クボタ久宝寺事業センター、ジェイテクトマシンシステム八尾事業所
  - 電気機器：ホシデン本社
- 門真市（同：約5368億円）
  - パルプ・紙：王子コンテナー大阪工場、トーモク大阪工場
  - 医薬品：東和薬品大阪工場
  - 電気機器：パナソニック コネクト北門真地区、タイガー魔法瓶本社
- 摂津市（同：約5138億円）
  - 化学：カネカ大阪工場
  - 医薬品：シオノギファーマ摂津工場
  - 機械：ダイキン工業淀川製作所
  - 輸送用機器：芦森工業本社工場
- 高石市（同：約4446億円）
  - 化学：三井化学大阪工場、DIC堺工場
- 高槻市（同：約4119億円）
  - 化学：サンスター本社工場、東レフィルム加工高槻事業所
  - 機械：酉島製作所本社工場
  - 電気機器：パナソニック ライティングデバイス本社
  - 食品：明治大阪工場、ニチレイフーズ関西工場、丸大食品高槻工場

### 兵庫県
- 神戸市（同：約3兆8391億円）
  - 鉄鋼：神戸製鋼所神戸線条工場
  - 機械：三菱重工業神戸造船所、小松製作所六甲工場
  - 電気機器：三菱電機神戸製作所、パナソニック神戸工場、パナソニック コネクト神戸工場、富士電機神戸工場
  - 輸送用機器：川崎重工業神戸工場 西神工場 西神戸工場、川崎車両兵庫工場、新明和工業甲南工場
  - 精密機器：コニカミノルタ神戸サイト 神戸第2サイト 西神サイト
  - 食品：キリンビール神戸工場、山崎製パン神戸工場、敷島製パン神戸工場、グリコマニュファクチャリングジャパン神戸工場、東洋水産関西工場、伊藤ハム米久フーズ六甲工場、森永乳業神戸工場、雪印メグミルク神戸工場、ニップン神戸甲南工場、日清製粉東灘工場、昭和産業神戸工場、キユーピー神戸工場
- 姫路市（同：約2兆8804億円）
  - 化学：日本触媒姫路製造所、タキロンシーアイ安富工場、住友精化姫路工場、ダイセル姫路製造所、日本化薬セイフティ本社工場
  - 鉄鋼：日本製鉄瀬戸内製鉄所広畑地区、山陽特殊製鋼本社工場、合同製鐵姫路製造所、大和工業本社工場
  - 機械：グローリー本社工場
  - 電気機器：三菱電機姫路製作所、ウシオ電機播磨事業所
  - 食品：ニッスイ姫路総合工場、ネスレ日本姫路工場
- 尼崎市（同：約1兆5366億円）
  - パルプ・紙：王子イメージングメディア神崎工場
  - 化学：日油尼崎工場、大阪ソーダ尼崎工場
  - 窯業：AGC関西工場尼崎事業所
  - 鉄鋼：日本製鉄関西製鉄所尼崎地区
  - 非鉄金属：大阪チタニウムテクノロジーズ本社工場
  - 機械：クボタ阪神工場、ヤンマーパワーテクノロジー尼崎工場
  - 電気機器: 三菱電機伊丹製作所・コミュニケーションネットワーク製作所
- 明石市（同：約1兆4339億円）
  - 化学：ライオン明石工場、P&Gジャパン明石工場
  - 非鉄金属：ノーリツ明石本社工場
  - 機械：三菱重工業二見工場、キャタピラージャパン明石事業所
  - 電気機器：富士通明石工場
  - 輸送用機器：川崎重工業明石工場
  - 食品：コカ・コーラボトラーズジャパン明石工場、アサヒ飲料明石工場
- 加古川市（同：約1兆4060億円）
  - 繊維：日本毛織印南工場
  - 化学：多木化学本社工場、ハリマ化成加古川製造所
  - ゴム：住友ゴム工業加古川工場、バンドー化学加古川工場
  - 鉄鋼：神戸製鋼所加古川製鉄所
  - 電気機器：シスメックス加古川工場 アイスクエア
  - 輸送用機器：カワサキモータース加古川工場
  - 食品：オーマイ加古川工場
- 高砂市（同：9989億円）
  - パルプ・紙：三菱製紙高砂工場
  - 化学：カネカ高砂工業所、東洋紡高砂工場
  - 窯業：AGC関西工場高砂事業所
  - 鉄鋼：神戸製鋼所高砂製作所
  - 機械：三菱重工業高砂製作所
  - 食品：キッコーマン食品高砂工場、サントリープロダクツ高砂工場
- 伊丹市（同：7206億円）
  - 化学：ユニ・チャーム伊丹工場、サカタインクス大阪工場
  - 非鉄金属：住友電気工業伊丹製作所
  - 電気機器：三菱電機高周波光デバイス製作所
  - 食品：キユーピー関西キユーポート、松谷化学工業本社工場
- 三田市（同：5556億円）
  - パルプ・紙：レンゴー三田工場
  - 医薬品：沢井製薬三田工場 三田西工場
  - 非鉄金属：三菱マテリアル三田工場
  - 輸送用機器：三菱電機三田製作所
  - その他製造：アイリスオーヤマ三田第一工場 三田第二工場

### 和歌山県
- 和歌山市（同：約1兆4851億円）
  - 化学：花王和歌山工場
  - 鉄鋼：日本製鉄関西製鉄所和歌山地区(和歌山)
  - 機械：三菱電機冷熱システム製作所、住友精密工業和歌山工場
- 有田市（同：約6770億円）
  - 石油：ENEOS和歌山製油所

## 主な研究所
- 医薬品
  - 塩野義製薬医薬研究センター（豊中市）CMCイノベーションセンター（尼崎市）
  - ロート製薬本社研究所（大阪市）
  - 住友ファーマ総合研究所（吹田市）大阪研究所（大阪市）
  - 小林製薬中央研究所 （茨木市）
  - 日本ベーリンガーインゲルハイム神戸医薬研究所（神戸市）
  - 日本イーライリリー西神ラボラトリーズ（神戸市）
  - 日本たばこ産業 (JT) 医薬総合研究所（高槻市）
  - 小野薬品工業水無瀬研究所（三島郡島本町）
  - 大塚製薬大阪創薬研究センター（箕面市）
- 機械
  - 三菱重工業総合研究所高砂地区  神戸地区（高砂市　神戸市）
  - ダイキンテクノロジー・イノベーションセンター（摂津市）
  - クボタグローバル技術研究所（堺市）
  - カナデビア技術研究所（大阪市）
- 電気機器
  - 三菱電機電機先端技術研究所 生産技術センター（尼崎市）先進応用開発センター（姫路市）
  - パナソニックグループ大阪地区（門真市　守口市）
  - リコー池田事業所（池田市）
  - ミネベアミツミ大阪研究開発センター（大阪市）
  - シスメックステクノパーク（神戸市）
- 輸送用機器
  - 川崎重工業技術開発本部 （明石市）
  - シマノTechnology Innovation Center（堺市）
- 精密機器
  - コニカミノルタ高槻サイト（高槻市）
- 化学
  - コベストロジャパンイノベーション・センター（尼崎市）
  - 住友化学春日出地区 アドバンストメディカルソリューション研究所（大阪市）アグロ＆ライフソリューション研究所（宝塚市）
  - 堺化学中央研究所（堺市）
  - 日本触媒姫路地区研究所（姫路市）吹田地区研究所（吹田市）
  - 日本板硝子技術研究所（伊丹市）
  - 住友ベークライトバイオサイエンス研究所（神戸市）フィルムシート研究所（尼崎市）
  - P&Gジャパン神戸イノベーションセンター（神戸市）
  - カネカ大阪工場内研究所 (摂津市)  高砂工業所内研究所（高砂市）
  - ダイセルイノベーション・パーク（姫路市）
  - 花王和歌山研究所（和歌山市）
  - 三菱ケミカル大阪研究所（茨木市）
  - 積水化学工業高機能プラスチックカンパニー開発研究所（三島郡島本町）
  - UBE大阪研究開発センター（堺市）
  - エア・ウォーター健都（摂津市）
  - 日東電工茨木事業所  (茨木市)
- 鉄鋼
  - 日本製鉄尼崎研究開発センター（尼崎市）
  - 神戸製鋼所神戸総合技術研究所（神戸市）技術開発センター（加古川市）
- ゴム
  - 住友ゴム工業タイヤテクニカルセンター（神戸市）
  - TOYO TIRE タイヤ技術センター（伊丹市）基盤技術センター（川西市）
- その他製造
  - アシックススポーツ工学研究所（神戸市）
  - ミズノイノベーションセンター（大阪市）
- 食品
  - ニップン西部技術センター（神戸市）
  - 不二製油不二サイエンスイノベーションセンター（泉佐野市）
  - UCC上島珈琲イノベーションセンター（神戸市）
- パルプ・紙
  - レンゴー中央研究所（大阪市）
- 繊維
  - 倉敷紡績技術研究所（寝屋川市）

＜参考＞
- 大阪府
  - 製造品出荷額等：20兆2489億円、粗付加価値額：6兆3856億円、事業所数：18,604、従業員数：44万9661人
- 兵庫県
  - 製造品出荷額等：18兆3402億円、粗付加価値額：6兆0399億円、事業所数：8,622、従業者数：36万2845人

（経済構造実態調査、2023年）